# Termitophilomyia uvirana
Termitophilomyia uvirana är en tvåvingeart som först beskrevs av Schmitz 1955.  Termitophilomyia uvirana ingår i släktet Termitophilomyia och familjen puckelflugor.
Artens utbredningsområde är Kongo. Inga underarter finns listade i Catalogue of Life.